# Hiba Tawaji
Hiba Michel Tawaji (Achrafieh, Beirut, 10 de diciembre de 1987) es una cantante, actriz y directora libanesa. Logró notoriedad al concursar en la cuarta temporada del programa de talentos The Voice en su versión francesa, en el que fue entrenada por el popular cantante Mika. Hiba canta en árabe, inglés y francés. Después de su experiencia en The Voice, firmó un contrato con la discográfica Mercury Records en 2015. El 30 de mayo de 2016 se anunció que Tawaji se uniría al reparte del musical Notre-Dame de Paris en el papel de Esmeralda en la nueva versión del mismo. Tawaji ha publicado cuatro álbumes de estudio hasta la fecha, producidos por Oussama Rahbani.

## Discografía

### Estudio
- 2009 - Sayf 840
- 2011 - Don Quixote
- 2012 - La Bidayi Wala Nihayi
- 2014 - Ya Habibi[6]

## Filmografía

### Cine y televisión
- 2016 - Notre-Dame de Paris (musical)
- 2015 - The Voice
- 2016 - Amanda
- 2016 - Les années bonheur
- 2016 - M6 Music Show: 100% Tubes (telefilme)
- 2016 - Vivement dimanche
- 2016 - Taratata[8]
- 2019 - Aladdin : Jasmine (Naomi Scott), doblaje

## Musicales
- 2008 – Festival Internacional de Byblos: "عودة الفينيق" The Return of the Phoenix (de Oussama Rahbani)
- 2008 – Dubai: "عودة الفينيق" The Return of the Phoenix (de Oussama Rahbani)
- 2008 – 2009 – Casino du Liban: "عودة الفينيق" The Return of the Phoenix (de Oussama Rahbani)
- 2009 – Festival Internacional de Byblos: "صيف 840" Summer 840 (de Mansour Rahbani)
- 2009 – 2010 Casino du Liban: "صيف 840" Summer 840 (de Mansour Rahbani)
- 2011 – Festival Internacional de Byblos: Don Quixote (de Marwan, Ghadi y Oussama Rahbani)
- 2016/2017/2018/2019 – Notre-Dame de Paris[9]